# Pomnik Włodzimierza Lenina w Nowej Hucie

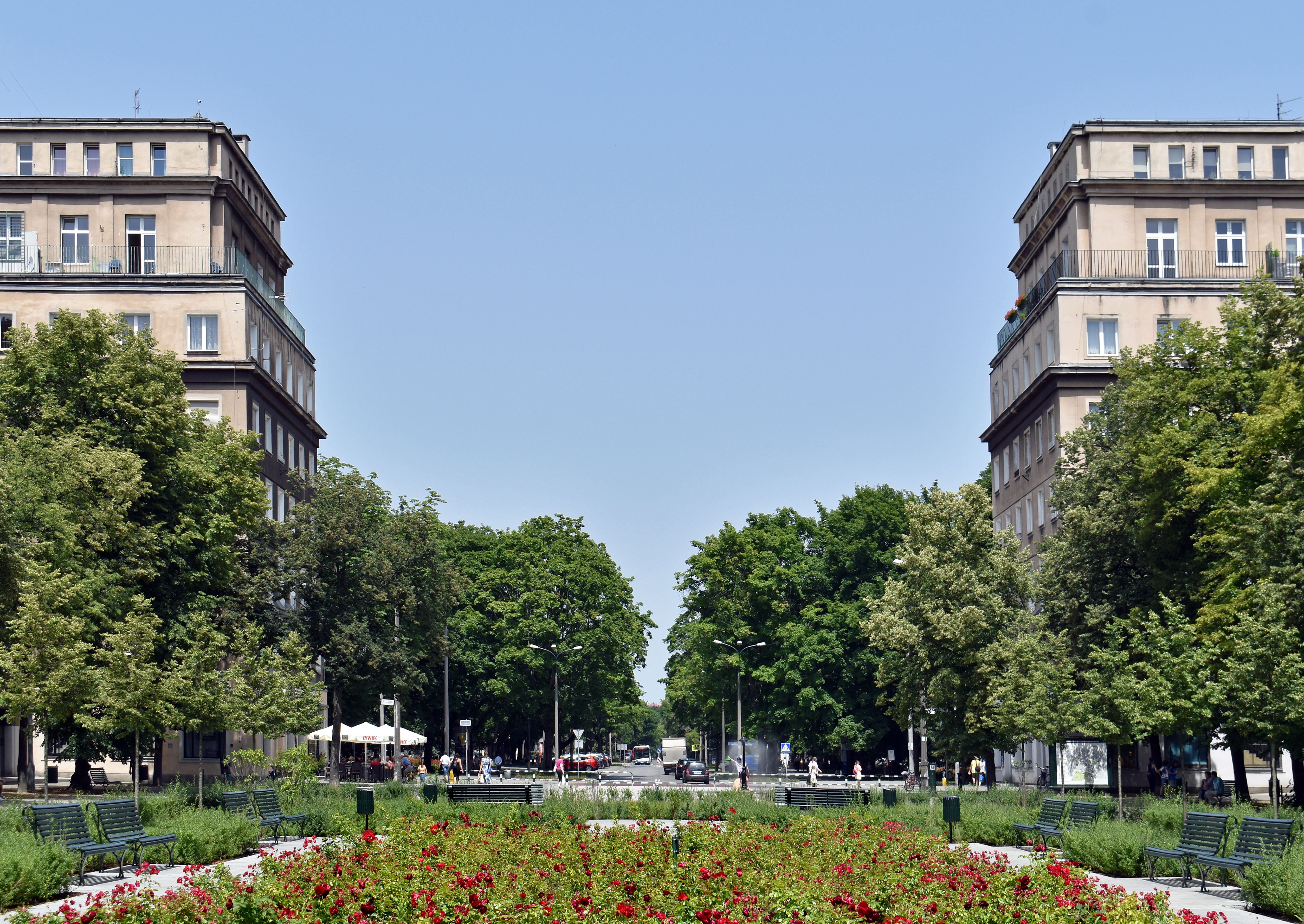
Obecny (2024) wygląd miejsca gdzie stał pomnik.

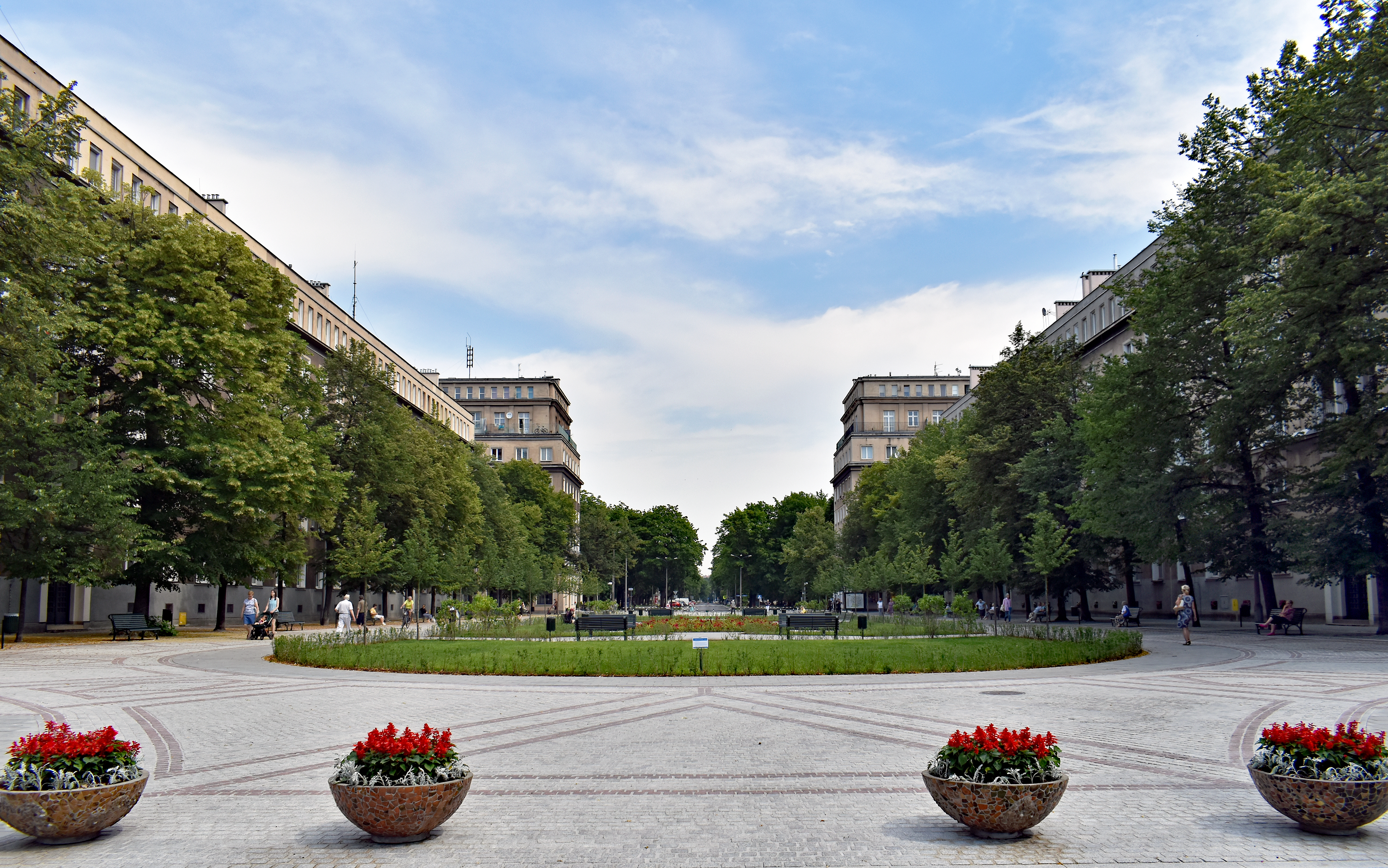
Perspektywa Alei Róż

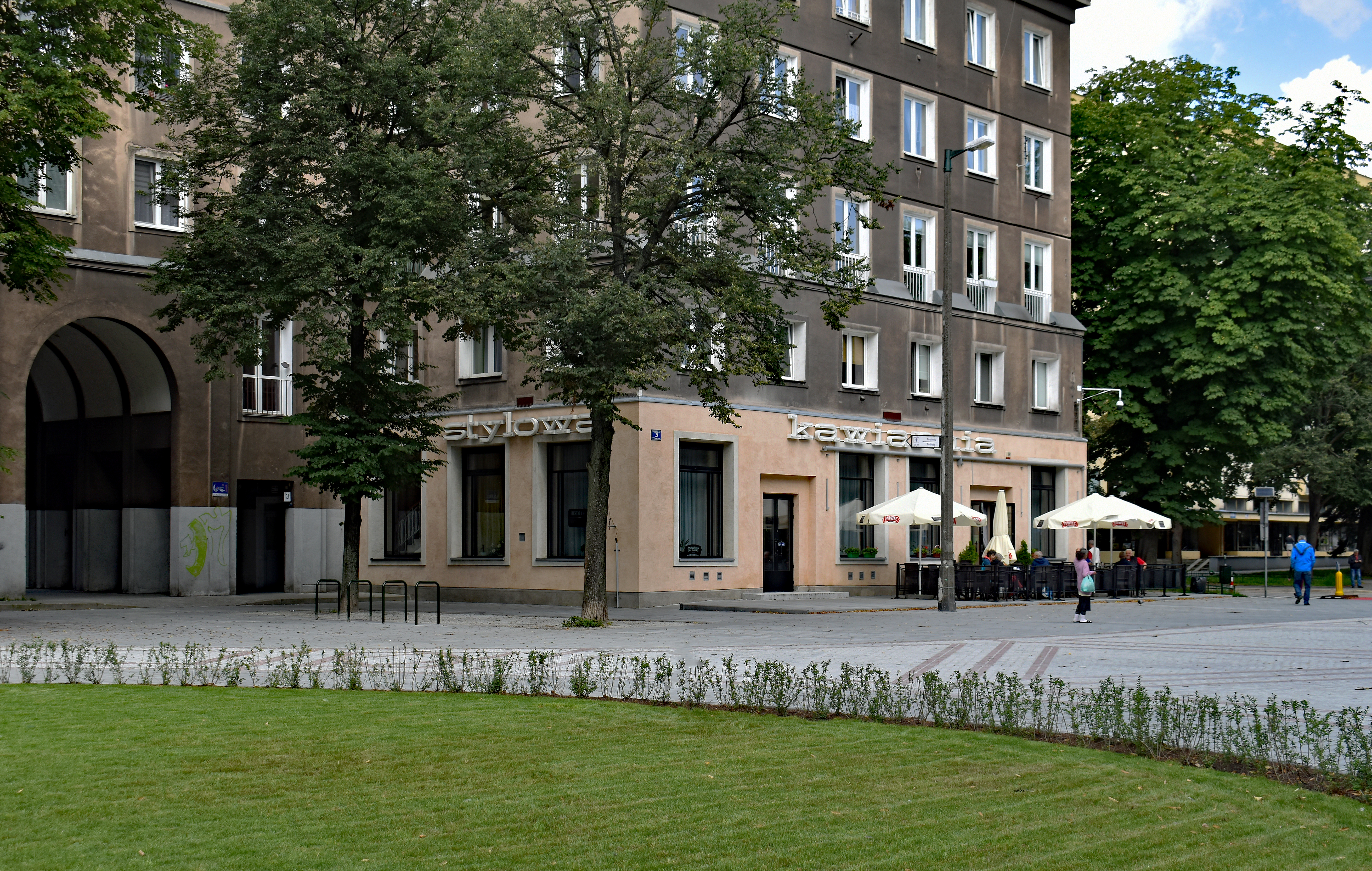
Miejsce po pomniku, Aleja Róż i Kawiarnia Stylowa (2023)

Pomnik Włodzimierza Lenina w Nowej Hucie – pomnik z brązu projektu Mariana Koniecznego przedstawiający kroczącą postać Włodzimierza Lenina, stojący w latach 1973–1989 w południowej części Alei Róż w Nowej Hucie, pomiędzy osiedlami Centrum B i Centrum C. Był to największy pomnik Lenina w Polsce.

## Historia
Pomnik powstał jako wyraz oficjalnego kultu Lenina szerzącego się w PRL i zarazem wpisywał w całą serię rozmaitych upamiętnień związanych z obchodami Tysiąclecia Państwa Polskiego stanowiącą propagandową odpowiedź władz na religijne uroczystości Milenium Chrztu Polski. Nie bez znaczenia była również zbliżająca się setna rocznica urodzin Lenina. Pomysł budowy pomnika Włodzimierza Lenina w Nowej Hucie pojawił się po raz pierwszy w krakowskim Komitecie Wojewódzkim PZPR w 1966 roku, a zgłoszony do centrali wniosek uzyskał akceptację Biura Politycznego KC PZPR 24 października 1967 roku. Jego realizacja należała do priorytetowych, jako że pomnik miał stanowić widomy symbol rewolucyjnych przemian społecznych oraz zwycięstwa idei leninowskich.
Pierwotnie, w 1966 roku, monument planowano wznieść na placu przy ówczesnej alei Lenina (obecnie Aleja Solidarności) przed tzw. „blokiem szwedzkim”. W 1967 roku wśród potencjalnych lokalizacji znalazły się również Plac Centralny, skarpa obok Łąk Nowohuckich po południowej stronie Placu Centralnego oraz przestrzeń przed głównym wejściem do Huty im. Lenina. Ostatecznie podjęto decyzję o lokalizacji w bezpośrednio sąsiadującej z Placem Centralnym Alei Róż na osi widokowej Wisła – Wzgórza Krzesławickie, z ekspozycją od strony Placu Centralnego.

### Konkurs i wmurowanie kamienia węgielnego
26 maja 1969 roku ogłoszono otwarty konkurs na projekt pomnika przeznaczony dla członków Związku Polskich Artystów Plastyków, którego rezultatem miało być wyłonienie projektu o „najwyższych walorach ideowo-artystycznych”. Autorom pozwolono na dowolność w wyborze formy, z zastrzeżeniem, iż głównym elementem projektu ma być postać Lenina. Na nagrody i wyróżnienia przeznaczono w sumie 460 tys. zł, a zakładano przyznanie jednej I nagrody (100 tys. zł), dwóch II (po 80 tys. zł) oraz dziesięciu wyróżnień (po 20 tys. zł). Zastrzeżono jednak przy tym możliwość innego podziału nagród przez Sąd Konkursowy oraz brak gwarancji realizacji dla zwycięskiego projektu.
Na konkurs wpłynęło 68 projektów, spośród których obradujący 8 i 9 kwietnia 1970 roku w siedzibie Biura Wystaw Artystycznych w Krakowie Sąd Konkursowy ostatecznie wybrał cztery prace jako zasługujące na równorzędne nagrody (po 60 tys. zł), nie wskazując zwycięzcy. Laureatami zostali: Marian Konieczny (godło „Idący”), Jan Siek (godło „Znicz”), Jerzy Bandura (godło „U”) oraz Wincenty Kućma i Adam Korpak (godło „3840”). Przyznano również 11 wyróżnień. Zgłoszone projekty można było oglądać na pokonkursowej Ogólnopolskiej Wystawie Projektów na Pomnik Włodzimierza Lenina w Krakowie Nowej Hucie, którą otwarto 17 kwietnia 1970 roku.
Konkurs oraz towarzysząca mu wystawa wpisywały się w szeroko zakrojone w całej Polsce obchody stulecia urodzin Włodzimierza Lenina, podobnie jak wmurowanie kamienia węgielnego pod budowę pomnika, które odbyło się 20 kwietnia 1970 roku. Towarzyszyła mu uroczystość z recytacjami i śpiewem pieśni rewolucyjnych w wykonaniu krakowskich artystów, a orkiestra Huty im. Lenina odegrała hymny państwowe PRL i Związku Radzieckiego. Przemawiali m.in. przewodniczący Prezydium Rady Narodowej Miasta Krakowa Jerzy Pękala, I sekretarz KW PZPR Czesław Domagała oraz radziecki chargé d’affaires Borys Wiereszczagin, a ówczesny I sekretarz Komitetu Fabrycznego Partii w Hucie im. Lenina Tadeusz Wachowski odczytał słowa aktu erekcyjnego.
W momencie wmurowania kamienia węgielnego nie było jeszcze wiadomo, jaki kształt ostatecznie przyjmie monument. Decyzja o wyborze projektu Mariana Koniecznego oficjalnie zapadła dopiero 8 lipca 1970 roku podczas posiedzenia Komitetu Budowy Pomnika. Jednogłośnie opowiedziano się wtedy za tym wyborem, podkreślając, że krocząca postać Włodzimierza Lenina autorstwa Koniecznego najlepiej odpowiada zapotrzebowaniu społecznemu i jest najbardziej czytelna oraz dynamiczna.

### Budowa pomnika
Aby umożliwić posadowienie pomnika, część Alei Róż między osiedlami Centrum B i Centrum C – dotychczas miejsca o charakterze wypoczynkowo-spacerowym z urządzoną zielenią miejską i ławkami – uległa całkowitej metamorfozie. Większość zieleni – w tym okazałe drzewa i krzewy róż, od których aleja wzięła swoją nazwę – zniknęła, usunięto ławki, a plac pod pomnik wybetonowano, aby ułatwić organizację rozmaitych rocznicowych obchodów. Tymczasowo na miejscu pomnika stanęła zapowiadająca go atrapa.
Nowohucki monument wykonany został w Gliwicach, w tamtejszych Zakładach Urządzeń Technicznych, które od 1947 roku specjalizowały się właśnie w odlewaniu pomników. Powstały tam wcześniej m.in. katowicki pomnik Powstańców Śląskich oraz pomnik Bohaterów Warszawy. Monument projektu Koniecznego odlany został z brązu w 65 częściach (podawana jest również liczba 74, a sam Konieczny w wywiadzie prasowym z 1973 roku mówił o 73); po skręceniu 1600 śrubami przewieziono go w całości do Krakowa na miejsce ustawienia. Transport odbywał się w nocy z 15 na 16 kwietnia 1973 roku na niskopodwoziowej przyczepie ciągnionej przez ciężarowego „jelcza”, w konwoju eskortowanym przez milicyjne radiowozy. Pomnik dotarł na Aleję Róż o godzinie 5:15 16 kwietnia 1973 roku i tego samego dnia został zamontowany na mierzącym 280 cm postumencie z granitu przez Krakowskie Przedsiębiorstwo Konstrukcji Stalowych i Urządzeń Przemysłowych „Mostostal” w obecności projektanta i przy użyciu 70-tonowego dźwigu, a cała operacja montażu trwała około 1,5 h.
Sama figura Lenina mierzyła 6,5 metra wysokości i ważyła 6,5 tony (podaje się również 7 ton oraz 7,5 tony), a wraz z postumentem – 174 tony. Był to największy pomnik Lenina w Polsce. Postać wodza rewolucji październikowej przedstawiono w ruchu – maszerującego w kierunku południowym, z założonymi do tyłu rękoma, w których trzymał charakterystyczną czapkę zwaną „leninówką” i w łopoczącym na wietrze płaszczu.
Budowa pomnika pochłonęła ogromną kwotę 12 399 920 zł 30 gr, z czego na prace budowlano-montażowe i kamieniarskie poszło 5 027 672 zł, na uroczystość odsłonięcia 3 843 686 zł 30 gr, na model i odlew 3 064 462 zł, a na sporządzenie dokumentacji technicznej 464 100 zł. Znacznie przekroczono zakładany pierwotnie budżet 10 001 100 zł. Dotacja z Ministerstwa Przemysłu Ciężkiego pokryła jedynie 7,5 mln zł, Rada Narodowa miasta Krakowa musiała dopłacić około 2,4 mln zł, natomiast brakującą nadal kwotę 2,5 mln zł najprawdopodobniej uzyskano z funduszy przeznaczonych na trzynaste pensje oraz premie dla pracowników Kombinatu im. Lenina. To ostatnie podawano jako jedną z przyczyn niepopularności pomnika wśród mieszkańców Nowej Huty.

### Odsłonięcie pomnika
Odsłonięcia pomnika dokonano w bardzo uroczystej oprawie 28 kwietnia 1973 roku. Włączono je w program Dni Leninowskich, a miało ono stanowić również finalny akcent wielomiesięcznych obchodów 50-lecia powstania Związku Radzieckiego. Poprzedziła je wzmożona działalność służb porządkowych i bezpieczeństwa sprawdzających okolicznych mieszkańców, inwigilujących osoby, które podejrzewano o możliwość zakłócenia planowanej uroczystości lub prób do niej, dokonano również prewencyjnych zatrzymań. W dzień ceremonii w Alei Róż zgromadzono licznych przedstawicieli załóg robotniczych, środowisk twórczych i organizacji młodzieżowych, weteranów czy działaczy ruchu robotniczego. Obecni byli radca-minister ambasady ZSRR Wadim Łoginow, przedstawiciele władz państwowych z wicepremierem Franciszkiem Kaimem oraz liczni przedstawiciele aparatu partyjnego (m.in. Franciszek Szlachcic i Jerzy Łukaszewicz). Na rozpoczęcie uroczystości o 19:30 odegrano hymny Polski i ZSRR. Po okolicznościowych przemówieniach odsłonięcia pomnika dokonała mająca odzwierciedlać przekrój społeczeństwa grupa, w skład której weszli: hutnik ze stalowni martenowskiej nowohuckiego kombinatu, profesor AGH, I sekretarz Komitetu Fabrycznego PZPR w Hucie im. Lenina, I sekretarz Komitetu Dzielnicowego PZPR w Nowej Hucie, rolnik z Poronina oraz spawacz z przedsiębiorstwa „Mostostal”. Przed odsłoniętym monumentem zaciągnięto wojskową wartę, złożono wiązanki kwiatów, a na koniec odbyło się plenerowe widowisko, przygotowane pod kierunkiem Krzysztofa Jasińskiego i Kazimierza Malaka pt. „Myśl prosta jak czyn” z elementami ruchu, dźwięku i światła. Odtworzono m.in. fragmenty kronik dokumentalnych, recytowano wiersze Majakowskiego, Broniewskiego Tuwima, Iwaszkiewicza, występowały zespoły regionalne „Słowianki”, „Krakowiacy” oraz Zespół Pieśni i Tańca AGH, Studio Baletu Nowoczesnego AWF „Kontrast”, Chopina grała Halina Czerny-Stefańska, a na 10-kondygnacyjnych rusztowaniach w tle zespoły statystów w błękitnych kombinezonach układały z różnokolorowych blejtramów kompozycje graficzne i hasła. Całość zakończył pokaz fajerwerków przy dźwiękach Międzynarodówki. Widowisko, w którym wzięło udział ok. 800 wykonawców, transmitowane było w kolorze przez Telewizję Polską oraz w ramach Interwizji.

### Pomnik w odbiorze mieszkańców Nowej Huty
Pomnik stał się naturalnie miejscem obowiązkowo odwiedzanym przez wszelkiego rodzaju oficjalne delegacje, składano u jego stóp kwiaty z okazji kolejnych oficjalnych manifestacji czy uroczystości rocznicowych itp., stał się też jednak z biegiem lat rozpoznawalnym elementem lokalnego krajobrazu, punktem orientacyjnym dla mieszkańców Nowej Huty. Nie był to jednak symbol szczególne lubiany, o czym świadczyć mogą choćby narosłe wokół niego opowieści i legendy, których prawdziwość trudno dziś z całą pewnością potwierdzić. Maciej Miezian przytacza np. krążącą opowieść o pozostawieniu pod pomnikiem starego roweru i butów wraz z kartką ze swoistym „apelem” do Lenina: „Masz tu rower, stare buty i s….j z Nowej Huty” oraz pomysły zakupu działka, aby odstrzelić pomnikowi głowę, wykorzystania ciągnika do obalenia pomnika po zarzuceniu mu na szyję pętli lub też oblania go walerianą, w celu przyciągnięcia kotów, których odchody i ich zapach miałyby skłonić władze do usunięcia monumentu. Opowiadano też o kelnerach z pobliskiej „Stylowej” przynoszących Leninowi z Alei Róż kotlety schabowe oraz o właścicielu jamnika, który miał wytresować swojego pupila, aby obszczekiwał pomnik. Skwerek za pomnikiem bywał też nazywany „zadupiem Lenina”, a sam monument – „King Kongiem”, „Godzillą z Nowej Huty” czy „gigantem”. Odnosząc się do sposobu przedstawienia kroczącej postaci, żartowano też, że Lenin wyszedł ze „Stylowej” i „niedopity” idzie do „Arkadii” (druga popularna wówczas restauracja nowohucka zlokalizowana w Alei Róż, już nieistniejąca).

### Próba wysadzenia pomnika w 1979 roku
Nielubiany pomnik wielokrotnie próbowano zniszczyć. W nocy z 17 na 18 kwietnia 1979 roku przed planowanymi Dniami Leninowskimi miała miejsce próba wysadzenia go w powietrze. Wybuch podłożonego pod nogi Lenina ładunku zdołał jednak tylko naruszyć cokół i oderwać pomnikowi piętę. W raporcie milicyjnym pisano o uszkodzeniu „lewej przedniej nogi”. Z powodu eksplozji powypadały również szyby w sąsiednich budynkach, a 5 osób doznało obrażeń. W nagłówkach prasy krakowskiej z 19 kwietnia pojawiły się doniesienia o „zbrodniczym zamachu w Nowej Hucie” i odrażającym czynie „rodem z arsenału terrorystycznego”.
Zamach na pomnik potraktowano jako sprawę polityczną i już 18 kwietnia wszczęto szeroko zakrojone śledztwo prokuratorskie. Trwało ono dwa lata, w jego ramach przesłuchano 664 osoby, nie przyniosło ono jednak rozwiązania sprawy i do dziś nie jest jasne, kto dokonał ataku na pomnik. Winy nie udowodniono głównemu podejrzanemu Tadeuszowi Winczewskiemu (vel Bronisławowi Cybuchowi). W roku 1997, już po przedawnieniu sprawy, w filmie Jerzego Ridana i Jerzego Kowyni do udziału w zamachu na pomnik przyznał się Andrzej Szewczuwianiec, jeden z przywódców strajku w Hucie im. Lenina w 1988 roku, lecz nie ma co do jego udziału pewności. Nazwisko Szewczuwiańca przewijało się już wcześniej w kontekście uczestnictwa w zamachu. Budził on jednak kontrowersje, więc z jednej strony jego wersji wydarzeń nie dowierzano, a z drugiej pojawiły się teorie o zainspirowaniu zamachu przez SB, która chciała w ten sposób przeszkodzić w wizycie Jana Pawła II w Nowej Hucie.
Stefan Kisielewski komentował, że sprawcą podłożenia ładunku wybuchowego musiał być esteta. Po zamachu monument zyskał nieoficjalne miano „Włodka Urwipięty”, pobliska restauracja „Stylowa” – „Baru pod Kuternogą”, a Aleja Róż „Alei Inwalidów”.
Po próbie wysadzenia w sąsiedztwie pomnika ustawiono budkę milicyjną i objęto go całodobowym nadzorem.

### Stan wojenny
Kolejna próba pozbycia się niechcianego symbolu nastąpiła podczas stanu wojennego. 13 kwietnia 1982 roku miały miejsce manifestacje w proteście przeciw podjętej kilka dni wcześniej decyzji o delegalizacji „Solidarności”, podczas starć ulicznych z ZOMO manifestanci zdobyli pomnik i podpalili go. Nie udało się go natomiast zrzucić z cokołu.

### Likwidacja pomnika
Po obradach Okrągłego Stołu, wraz ze słabnięciem władzy, pojawiało się coraz więcej akcji mających na celu usunięcie z Nowej Huty pomnika – symbolu komunizmu – organizowanych m.in. przez członków radykalnej Federacji Młodzieży Walczącej. Kulminacja nastąpiła 22 listopada 1989 roku. Kilkuset zgromadzonych pod pomnikiem manifestantów m.in. obrzuciło pomnik pojemnikami z farbą pod hasłem zrobienia Leninowi makijażu, zniszczyło stojącą w pobliżu budkę milicyjną, pod nogami pomnika umieszczono toaletę, a pomnik podpalono. Manifestacja zakończyła się interwencją wywodzących się z ZOMO Oddziałów Prewencji Milicji Obywatelskiej wysłanych do obrony pomnika – paradoksalnie – przez już wtedy solidarnościowy rząd obawiający się, że ataki na pomnik zaostrzą stosunki przed mającymi się akurat rozpocząć rozmowami delegacji rządowej w Moskwie.
Kolejne burzliwe manifestacje miały miejsce 29 listopada i 6 grudnia. Mediować z ich uczestnikami próbowali m.in. ówcześni posłowie z ramienia „Solidarności” Mieczysław Gil i Edward Nowak oraz ówczesny minister Aleksander Hall. Ostatecznie jednak, pod naciskiem protestujących i w obawie przed eskalacją wydarzeń, 10 grudnia 1989 roku – trzy dni przed rocznicą wprowadzenia stanu wojennego – pomnik został zdemontowany, a następnie przewieziony do fortu we Wróblowicach, gdzie składowano go przez kolejne trzy lata. W 1992 roku pomnik sprzedano za 226,1 mln zł szwedzkiemu milionerowi Bengtowi Erlandssonowi, który umieścił go w swoim westernowym parku rozrywki High Chapparal w miejscowości Värnamo w południowej Szwecji.

## Lenin z Alei Róż w kulturze
Pomnik z Alei Róż wielokrotnie stanowił temat lub inspirację dla artystów z różnych dziedzin.

### Teatr
Pomnik jest głównym bohaterem sztuki Tożsamość Wila autorskiego duetu sióstr Gabrieli i Moniki Muskały, która miała premierę 2 grudnia 2017 roku na Scenie Stolarnia Teatru Ludowego w Krakowie. Tytułowy „Wil” (akronim od nazwiska Włodzimierza Iljicza Lenina) to nowohucki pomnik Lenina cierpiący na zaburzenie zwane fugą dysocjacyjną (całkowitą lub częściową utratę pamięci spowodowaną traumatycznymi wydarzeniami), który kulejąc wędruje po Nowej Hucie i próbuje przypomnieć sobie kim jest, a w przebłyskach pamięci wraca do minionych wydarzeń ze swych dziejów. To poszukiwanie tożsamości przez pomnik jest w zamyśle twórczyń sztuki metaforą poszukiwania tożsamości przez dzisiejszą Nową Hutę. W rolę pomnika wcielił się Tadeusz Piotr Łomnicki.
Kolejnym utworem z pomnikiem i samą postacią Lenina jako bohaterami był dramat Cień Lenina powstały dla Teatru Łaźnia Nowa w Krakowie, nigdy jednak nie wystawiony.

### Film
Nowohuckiemu monumentowi poświęcono dwa filmy dokumentalne. Pierwszy to Lenin z Krakowa w reżyserii Jerzego Ridana i Jerzego Kowyni z 1997 roku, śledzący losy pomnika i zawierający m.in. rozmowę z Marianem Koniecznym oraz relację Andrzeja Szewczuwiańca z próby wysadzenia pomnika i jego przyznanie się do niej. Drugi – to film produkcji TVN w reżyserii Kingi Hebdy pt. Lenin wiecznie żywy z 2006 roku dotyczący zamachu na pomnik.

### Literatura
Lenin z Alei Róż wielokrotnie pojawiał się również w literaturze. W 1981 roku wiersz pt. Restauracja „Arkadia” Nowa Huta Plac Centralny poświęcił mu Jan Polkowski. W powieści Jerzego Pilcha pt. Spis cudzołożnic z 1993 roku główny bohater zabiera gościa ze Szwecji do Nowej Huty i przed pomnikiem Lenina opowiada o nieudanej próbie wysadzenia go. W powieści kryminalnej Hanny Sokołowskiej pt. Koty, czyli złap mnie w Nowej Hucie młodociani bohaterowie wpadają na pomysł pomalowania siedzenia Lenina czerwoną farbą. Lucyna Olejniczak w swojej powieści obyczajowej pt. Księżniczka, której akcja toczy się w Nowej Hucie, przytacza kilka legend miejskich dotyczących pomnika i wplata w narrację opis wybuchu ładunku podłożonego pod pomnik i jego skutków. Również Katarzyna Kobylarczyk poświęciła pomnikowi swój reportaż pt. Pięta systemu zawarty w zbiorze Baśnie z bloku cudów. Reportaże nowohuckie wydanym w 2009 roku .

### Malarstwo
Jacek Sroka przedstawił pokryty śniegiem pomnik Lenina z Alei Róż na obrazie olejnym pt. „Zima stulecia” z 2007, będącym częścią cyklu o tej samej nazwie. Obraz znajduje się w zbiorach Muzeum Historycznego Miasta Krakowa. Ten sam artysta namalował również w 1988 roku olej pt. „Portret trumienny pomnika Lenina w Nowej Hucie” oraz umieścił monument jako jeden z motywów w innej pracy zatytułowanej „Atak nostalgii” z 2009 roku.
Pomnik trafił również na nowohuckie murale. Scena obalenia go została umieszczona na muralu z 2015 roku projektu Pauliny Jaklik znajdującego się na ścianie amfiteatru w parku Zielony Jar, przedstawiającego najważniejsze wydarzenia z dziejów Nowej Huty i wyłonionego w konkursie na mural patriotyczny. Tę samą symboliczną scenę zawarł Dariusz Milczarek w swoim muralu pt. „Nowa Huta przyszłości” z 2020 roku znajdującym się na osiedlu Willowym w Nowej Hucie.

### Akcje artystyczne i happeningi
Pomnik inspiruje różnorakie happeningi oraz akcje artystyczne, m.in. w ramach prowokacji dziennikarskiej zorganizowanej przez rozgłośnię RMF FM o świcie 22 lipca 2001 na miejscu gdzie dawniej stał pomnik ustawiono jego atrapę ze styropianu i dykty. Po kilku godzinach, wzbudzającą ogromne emocje wśród mieszkańców (część uznała ustawienie kopii pomnika za żart, dla części było ono skandalem) atrapę usunęły służby porządkowe w obawie przed jakimś incydentem. Akcja stała się przedmiotem doniesienia do prokuratury, która jednak umorzyła sprawę nie dopatrzywszy się publicznego propagowania komunizmu.
Inna budząca kontrowersje akcja artystyczna o dość szerokim rozgłosie w mediach miała miejsce 7 czerwca 2014 roku podczas odbywającego się w Krakowie Grolsch ArtBoom Festival. Na Placu Centralnym stanęła wtedy w ramach artystycznego performansu instalacja, związanych z teatrem Łaźnia Nowa, Małgorzaty i Bartosza Szydłowskich pt. „Fontanna przyszłości”. Była to półmetrowej wysokości figurka w jaskrawym żółtozielonym kolorze przedstawiająca postać siusiającego Lenina wzorowaną na pomniku Mariana Koniecznego i jednocześnie stylizowaną na brukselską rzeźbę-fontannę Manneken Pis. Marian Konieczny udzielił Szydłowskim zgody na wykorzystanie swojego projektu. Figurka, ustawiona w innym miejscu niż oryginalny pomnik, oburzyła grupę radnych z PiS, którzy w ramach protestu owinęli ją folią, nie chcąc by Lenin „zarażał innych komunizmem”, i domagali się jej usunięcia. W zamyśle twórców rzeźba miała pokazać, że mieszkańcy Nowej Huty mają poczucie humoru i dystans do siebie oraz pobudzić do dyskusji na temat stosunku do przeszłości i jej symboli. Rzeźbę z końcem festiwalu przeniesiono na teren Łaźni Nowej. W maju 2021 ukazały się zapowiedzi, że będzie ją można oglądać na dachu tzw. Domu Utopii – Międzynarodowego Centrum Empatii, będącego nowo powstającą przestrzenią Teatru Łaźnia Nowa, mającą zawierać m.in. centrum edukacyjne, pracownie artystyczne oraz strefę ruchu i odpoczynku.

### Filatelistyka
W 1973 roku Polska Poczta wyemitowała z okazji odsłonięcia pomnika przedstawiający go znaczek pocztowy o nominale 1 zł, projektu Stefana Małeckiego. Znaczek miał nakład 8 mln 160 tys. sztuk.

## Wystawa poświęcona pomnikowi
W 2020 roku w Muzeum Nowej Huty – oddziale Muzeum Krakowa otwarto poświęconą historii monumentu wystawę zatytułowaną „Wańka-wstańka. Nowohucki pomnik Lenina”, której kuratorem i autorem scenariusza jest Zbigniew Semik. Oprócz chronologicznych dziejów pomnika na wystawie zaprezentowano również wątki związane z pobytem Lenina w Krakowie, jego kultem w okresie PRL i współczesnymi przejawami pamięci o pomniku oraz dotyczące obecności kłopotliwego dziedzictwa pokomunistycznego w sztuce współczesnej.